# Замок Лип
Лип (Леп, англ. Leap) — исторический замок, находящийся в графстве Оффали, Ирландия. Построен в конце XV века семьёй О’Баннон, предположительно на более раннем ритуальном месте древних кельтов и изначально носил имя ирл. Léim Uí Bhanáin. Однако, О’Банноны были лишь вассалами на этой земле, поэтому юридически владельцами замка был клан О’Кэрролов.
В 1513 году Джеральд Фицджеральд, король Килдара, безуспешно пытался захватить крепость. Три года спустя он напал на замок и ему снова удалось лишь частично разрушить его. Только к 1557 году O’Кэрролы восстановили замок полностью.
После смерти Малруни О’Кэррола в 1532 году в клане разразилась междоусобица. Один из претендентов на должность вождя клана, священник Таддеус, был убит своим братом Тейге прямо на алтаре замковой часовни во время службы семейной мессы, в присутствии всей семьи. Убийцу якобы разозлило то, что месса была начата в его отсутствие, это было воспринято им как страшное оскорбление. В связи с этим убийством часовня на верхнем этаже замка получила прозвище «Кровавой».

## Интересные факты
Замок Лип называют «самым жутким замком» Ирландии.
О’Кэрроллы нередко приглашали своих врагов на обед в замок под предлогом примирения, а потом убивали их прямо за столом или в постелях после застолья. Таким же образом были убиты десятки наемников из кланов О’Нил и МакМахон, перед этим помогавшие О’Кэрроллам в междоусобных войнах и получившие смерть вместо оплаты. Под обеденным залом находилась темница («ублиет»), в которую ничего не подозревавшие гости проваливались через потайную дверь в углу зала. Дно темницы было усеяно острыми кольями, на которые и падали жертвы. Если же кто-то «промахивался», О’Кэрроллы оставляли его умирать среди разлагающихся трупов…
С 1667 и по 1922 годы замок принадлежал семейству Дарби. Основатель рода Джонатан получил права на замок и прилегающие земли в качестве платы за службу в армии Кромвеля, к тому же он женился на наследнице рода О’Кэрроллов. В 1922 году Дарби, как представители английского дворянства, были изгнаны республиканскими повстанцами из страны, а сам замок разграблен и сожжен.
По некоторым данным, когда в 1920-х годах замок реставрировали после пожара, рабочие нашли в «ублиете» огромное количество костей — чтобы вычистить темницу, потребовалось три повозки. Всего было обнаружены останки 150 человек. Среди костей были также найдены карманные часы, сделанные в 1840 году, что дало повод предположить использование ублиета даже в XIX веке.
Местные жители и шарлатаны, посещавшие замок, утверждают, что его населяет множество привидений. Самый страшный дух — Elemental («стихийное явление») или «Оно». Очевидцы описывают его как согнутого, готового к прыжку зверя размером с овцу. Перед тем, как этот дух появляется, воздух наполняется запахом разлагающихся трупов и серы… Говорят также, что каждую ночь в «кровавой часовне» загорается таинственный свет.
В конце  XIX века в замке проживали Джонатан и Милдред Дарби.  Милдред Дарби очень заинтересовалась историей замка. Особенно ей были интересны истории о привидениях и проклятии замка. Она стала изучать оккультизм и даже стала проводить магические ритуалы в  подземелье замка.
Сейчас замок Лип находится в частной собственности Шона Райана. Владельцы занимаются его реставрацией и иногда пускают в замок туристов.